# 姜家站
姜家站是位于黑龙江省绥化市肇东市姜家镇的一个铁路车站，有滨洲铁路经过，邮政编码151132。车站建于1900年，目前站房建于2011年10月；站场设正线2条、到发线2条、货物线2条、专用线3条，车站及其上下行区间均已电气化。车站隶属哈尔滨铁路局大庆车务段，是四等站，主要办理列车到发、会让业务，办理客运业务。